# Laurentserie
En laurentserie är en potensserie av en funktion ƒ(z) som är  analytisk i ringen r < |z  - z0| < R, med 0 ≤ r < R ≤ ∞, innehållande både negativa och positiva potenser av (z - z0) inom ringen.
Laurentserien för en funktion används när man vill veta hur funktionen beter sig nära en singularitet. De är uppkallade efter Pierre Alphonse Laurent.
Funktionen skrivs på serieform som:
{\displaystyle f(z)=\sum _{n=-\infty }^{\infty }c_{n}{(z-z_{0})}^{n}}
Koefficienterna cn ges av:
{\displaystyle c_{n}={\frac {1}{2\pi \mathrm {i} }}\oint _{C}{{\frac {f(s)}{(s-z_{0})^{n+1}}}ds}\quad ,n=0,\pm 1,\pm 2,\pm 3,\cdot \cdot \cdot }
Där kurvan C är en enkelt sluten positivtorienterad kurva i r < |z| < R, som omsluter z0.

## Sats
Låt ƒ(z) vara en analytisk funktion i en öppen ring r < |z-z0| < R,  där 0 ≤ r < R ≤ ∞
Då kan ƒ(z) inom ringen skrivas som summan av två potensserier:
{\displaystyle f(z)=\sum _{n=-\infty }^{\infty }c_{n}{(z-z_{0})}^{n}=\sum _{n=0}^{\infty }c_{n}{(z-z_{0})}^{n}+\sum _{n=1}^{\infty }c_{-n}{(z-z_{0})}^{-n}}
De två potensserierna konvergerar båda i den öppna ringen r < |z| < R, dessutom konvergerar de likformigt på alla sluta områden  r < ρ1  ≤ |z - z0| ≤ ρ2 < R.
Koefficienterna cn ges av:
{\displaystyle c_{n}={\frac {1}{2\pi \mathrm {i} }}\oint _{C}{{\frac {f(s)}{(s-z_{0})^{n+1}}}ds}\quad ,n\in \mathbb {Z} }
Där kurvan C är en enkelt sluten positivtorienterad kurva inom ringen, som omsluter z0.

### Bevis

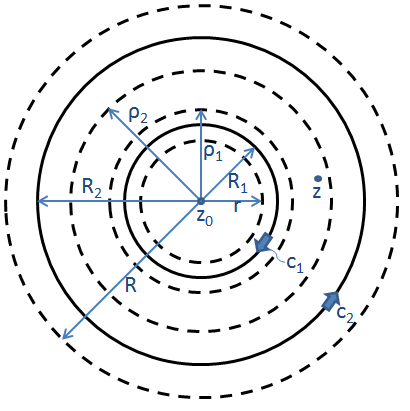
Integrationscirklar

Det är tillräckligt att bevisa likformig konvergens inom alla slutna underområden, eftersom det implicerar punktformig konvergens i det öppna området.
Beviset börjar med att för alla z som uppfyller  r < ρ1  ≤ |z  - z0| ≤ ρ2  < R så ƒ(z) kan skrivas som:
{\displaystyle f(z)={\frac {1}{2\pi \mathrm {i} }}\oint _{C_{1}}{{\frac {f(s)}{s-z}}ds}+{\frac {1}{2\pi \mathrm {i} }}\oint _{C_{2}}{{\frac {f(s)}{s-z}}ds}\quad (1)}
C1 är en negativtorienterad cirkel runt z0 med radie R1 = (r +ρ1)/2 och C2 är en positivtorienterad cirkel runt z0 med radie R2 = (R +ρ2)/2.
Eftersom z ligger innanför C2 ( se bild till höger ) blir integralen över kurvan precis samma som för en vanlig Taylorserie vilket ger:
{\displaystyle {\frac {1}{2\pi \mathrm {i} }}\oint _{C_{2}}{{\frac {f(s)}{s-z}}ds}=\sum _{j=0}^{n}c_{j}{(z-z_{0})}^{j}+T_{n}(z)}
Tn(z) → 0 då  n → ∞ för  |z  - z0| ≤ ρ2 och cj ges av
{\displaystyle c_{j}={\frac {1}{2\pi \mathrm {i} }}\oint _{C_{2}}{{\frac {f(s)}{(s-z_{0})^{j+1}}}ds}\quad ,j\in \mathbb {N} \quad (2)}
Därav
{\displaystyle {\frac {1}{2\pi \mathrm {i} }}\oint _{C_{2}}{{\frac {f(s)}{s-z_{0}}}ds}=\sum _{j=0}^{\infty }c_{j}{(z-z_{0})}^{j}\quad ,|z-z_{0}|\leq \rho _{2}}
Nu vidare till integration kring C1. Eftersom z ligger utanför C1 ( se bild till höger ) gäller det att uttrycka  1 / (s - z) i potenser av (s - z) / (z- z0), som till beloppet är mindre än 1.
{\displaystyle {\frac {1}{s-z}}={\frac {1}{(s-z)-(z-z_{0})}}=-{\frac {1}{(z-z_{0})}}{\frac {1}{(1-{\frac {s-z_{0}}{z-z_{0}}})}}=}
{\displaystyle =-{\frac {1}{(z-z_{0})}}\left[1+{\frac {s-z_{0}}{z-z_{0}}}+{\frac {(s-z_{0})^{2}}{(z-z_{0})^{2}}}+{\frac {(s-z_{0})^{3}}{(z-z_{0})^{3}}}+\cdot \cdot \cdot +{\frac {(s-z_{0})^{m}}{(z-z_{0})^{m}}}+{\frac {\frac {(s-z_{0})^{m+1}}{(z-z_{0})^{m+1}}}{1-{\frac {s-z_{0}}{z-z_{0}}}}}\right]}
Detta insatt i integralen ger:
{\displaystyle {\frac {1}{2\pi \mathrm {i} }}\oint _{C_{1}}{{\frac {f(s)}{s-z_{0}}}ds}=\sum _{j=1}^{m+1}c_{-j}{(z-z_{0})}^{-j}+\tau _{m}(z)}
där vi kan identifiera:
{\displaystyle c_{-j}=-{\frac {1}{2\pi \mathrm {i} }}\oint _{C_{1}}{\frac {f(s)}{(s-z_{0})^{-j+1}}}ds\quad j\in \mathbb {N} \setminus \left\{0\right\}\quad ,(3)}
och
{\displaystyle \tau _{m}(z)={\frac {1}{2\pi \mathrm {i} }}\oint _{C_{1}}{\frac {f(s)}{(s-z)}}{\frac {(s-z_{0})^{m+1}}{(z-z_{0})^{m+1}}}ds}
Nu ger de s som ligger på C1 att |s  - z|  ≥ ρ1 - R1,   |s  - z0|  = R1 och |z  - z0|  ≥ ρ1
{\displaystyle |\tau _{m}(z)|\leq {\frac {1}{2\pi }}\cdot \max _{s\in C_{1}}|f(s)|{\frac {1}{\rho _{1}-R_{1}}}\left({\frac {R_{1}}{\rho _{1}}}\right)^{m+1}\ 2\pi R_{1}}
Eftersom {\displaystyle R_{1}/\rho _{1}<1,\ \tau _{m}(z)\to 0,\ |z-z_{0}|\geq \rho _{1}\quad ,} så fås
{\displaystyle {\frac {1}{2\pi \mathrm {i} }}\oint _{C_{1}}{{\frac {f(s)}{s-z}}ds}=\sum _{j=1}^{\infty }c_{-j}{(z-z_{0})}^{-j}}
Nu är båda integralerna från (1) uttryckta som likformigt konvergerande serier, på den form som beskrivs i satsen, med det gemensamma konvergensområdet ρ1  ≤ |z  - z0| ≤ ρ2.
Det enda som saknas av beviset är att verifiera koefficienterna för ekvationen.
Om j är icke-negativ används (2) och för alla andra j används (3) och därmed är (1) uppfylld för alla j och beviset är klart.

## Integraler kring singulära punkter
En kurvintegral av en funktion på ett slutet område, där funktionen har en singularitet inom detta område, kan väldigt effektivt beräknas med hjälp av Laurentserien för funktionen. Summan av funktionens residyer innanför den sluta integrationskurvan, multiplicerat med 2πi, är nämligen värdet av integralen.

## Exempel

### Exempel 1

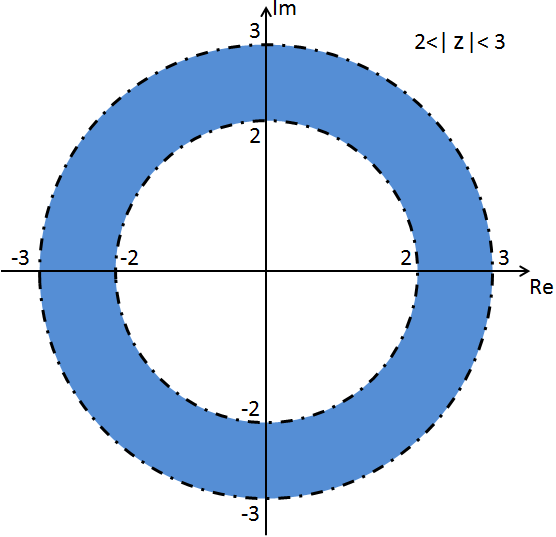
Öppen ring.

Steg för steg visas här ett enklare exempel på hur man tar fram Laurentserien för en funktion inom ett specifikt område.
Bilden till höger illustrerar den öppna ring, inom vilken funktionen ska uttryckas som en Laurentserie.
Här visas hur funktionen f(z)  = 1/(z² - z - 6) skrivs som en Laurentserie inom området 2<|z|<3.
Faktorisera funktionen:
Eftersom nämnaren är ett andragradsuttryck används kvadratkomplettering vid faktoriseringen.
{\displaystyle z^{2}-z-6=(z-3)(z+2)\ \Rightarrow \ f(z)={\frac {1}{(z-3)(z+2)}}}
Identifiera singulariteter:
Funktionen har två singulariteter, en singulär punkt finns i z = 3 och den andra i z = -2.
Båda punkterna ligger utanför det området som ska användas, så funktionen har inga farliga punkter inom det område som ska användas, det går därmed att se den som en Laurentserie där.
Dela upp funktionen:
Nämnaren är produkten av två förstagradsuttryck så här används partialbråksuppdelning för att separera dem.
{\displaystyle {\frac {1}{(z-3)(z+2)}}={\frac {A}{z-3}}+{\frac {B}{z+2}}\ \Leftrightarrow \ {\frac {1}{z+2}}=A+{\frac {(z-3)B}{z+2}}\ \Leftrightarrow \ 1=(z+2)A+(z-3)B}
Gradvis identifiering:
{\displaystyle 0=A+B\ \Leftrightarrow \ A=-B}
{\displaystyle 1=2A-3B\ \Leftrightarrow ({\mbox{ insatt att }}A=-B)\Leftrightarrow \ 1=-2B-3B\Leftrightarrow \ B={\frac {-1}{5}}}
Nu kan funktionen skrivas som skillnaden mellan två bråk:
{\displaystyle f(z)={\frac {\frac {1}{5}}{z+2}}-{\frac {\frac {1}{5}}{z-3}}}
Omvandla till serier:
Nu ska varje term skrivas som produkter innehållande en geometrisk serie.
{\displaystyle {\frac {-{\frac {1}{5}}}{z+2}}=-{\frac {1}{5}}\cdot {\frac {1}{z}}\cdot {\frac {1}{1+{\frac {2}{z}}}}=-{\frac {1}{5z}}\sum _{n=0}^{\infty }\left({\frac {-2}{z}}\right)^{n}=-{\frac {1}{5}}\sum _{n=0}^{\infty }{\frac {(-2)^{n}}{z^{n+1}}}}
{\displaystyle {\frac {\frac {1}{5}}{z-3}}={\frac {1}{5}}\cdot {\frac {-1}{3}}\cdot {\frac {1}{1-{\frac {z}{3}}}}=-{\frac {1}{15}}\sum _{n=0}^{\infty }\left({\frac {z}{3}}\right)^{n}=-{\frac {1}{5}}\sum _{n=0}^{\infty }{\frac {z^{n}}{3^{n+1}}}}
Resultat:
Nu kan funktionen skrivas som summan av två potensserier, den ena med negativa termer den andra med positiva termer, den går alltså att skriva som en Laurentserie!
{\displaystyle f(z)=-{\frac {1}{5}}\sum _{n=0}^{\infty }{\frac {(-2)^{n}}{z^{n+1}}}-{\frac {1}{5}}\sum _{n=0}^{\infty }{\frac {z^{n}}{3^{n+1}}}}

### Exempel 2
Här visas hur man med hjälp av residyn tar fram värdet av en integral.
Uppgiften är att beräkna värdet av integralen
{\displaystyle \oint _{|z|=3}{{\frac {\mathrm {e} ^{-2z}}{z^{3}}}ds}}
Residyn är detsamma som koefficienten för 1/z termen i Laurentserien, därför måste denna tas fram först.
Maclaurinutveckling:
{\displaystyle \mathrm {e} ^{k}=1+k+{\frac {k^{2}}{2}}+{\mathcal {O}}(k^{3})}
{\displaystyle f(z)={\frac {1-2z+2z^{2}+{\mathcal {O}}(z^{3})}{z^{3}}}={\frac {1}{z^{3}}}-{\frac {2}{z^{2}}}+{\frac {2}{z}}+{\mathcal {O}}(1)}
Serieutveckling skedde kring z = 0 eftersom det är där integranden har sin singularitet.
Koefficienten som tillhör 1/z är 2, som alltså är residyn för integranden.
{\displaystyle \oint _{|z|=3}{{\frac {\mathrm {e} ^{-2z}}{z^{3}}}ds}=2\pi \mathrm {i} \sum _{Res_{z=0}}f(z)=2\pi \mathrm {i} \cdot 2=4\pi \mathrm {i} }